# Афшана
Афшана (узб. Afshona) — древнее село, находящееся в 30 километрах к северо-востоку от Бухары на территории Пешкунского района Бухарской области Республики Узбекистан.
Известно как родина персидского ученого Ибн Сины. Его мать звали Ситора. Здесь в 980 году родился Ибн Сина и его брат.
До пяти лет Ибн Сина проживал в Афшане, затем его семья переселилась в Бухару.
Афшана упоминается бухарским историком Наршахи (899—959) в «Истории Бухары».
Он описывает Афшану следующим образом:

Афшана состоит из большого города и сильной крепости. К городу принадлежит несколько селений и там бывает еженедельно базар в определённый день. Земли этого города, возделанные и пустынные, составляют вакф «ищущих знания» (то есть учеников Мадраса), и Кутайба, сын Муслима, выстроил там соборную мечеть. Мухаммад, сын Васи, выстроил также мечеть, и молитвы, возносимые там, угодны Богу. Народ ходит туда из города и считает место это священным.
В Афшане существует музей Ибн Сины.